# Хиранай
Хиранай (яп. 平内町 Хиранай-мати) — посёлок в Японии, находящийся в уезде Хигасицугару префектуры Аомори. Площадь посёлка составляет 217,00 км², население — 12 084 человека (1 августа 2014), плотность населения — 55,69 чел./км².

## Географическое положение
Посёлок расположен на острове Хонсю в префектуре Аомори региона Тохоку. С ним граничат город Аомори и посёлки Нохедзи, Тохоку, Ситинохе.

## Население
Население посёлка составляет 12 084 человека (1 августа 2014), а плотность — 55,69 чел./км². Изменение численности населения с 1980 по 2005 годы:
| 1980 | 17 501 чел. |  |
| 1985 | 17 246 чел. |  |
| 1990 | 16 103 чел. |  |
| 1995 | 15 441 чел. |  |
| 2000 | 14 528 чел. |  |
| 2005 | 13 483 чел. |  |

## Символика
Деревом посёлка считается сосна, цветком — камелия, птицей — лебедь.